# セルゲイ・ディアギレフ

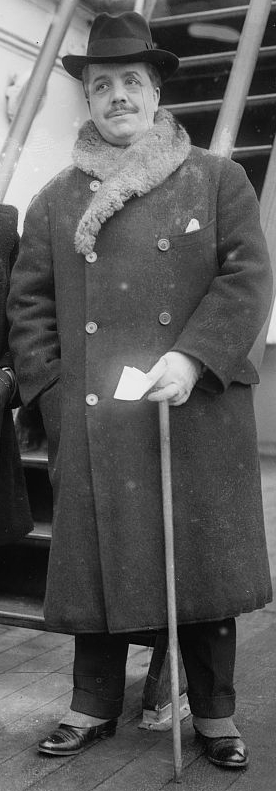
ディアギレフ （1920年代？）

セルゲイ・ディアギレフ（英: Sergei Diaghilev, 仏: Serge de Diaghilev, 露: Серге́й Па́влович Дя́гилев, 1872年3月31日（ユリウス暦3月19日） - 1929年8月19日）は、ロシアの総合芸術プロデューサー。
美術雑誌『芸術世界』の発起人や、バレエ・リュス（ロシア・バレエ団）の創設者として名高く、数多くのバレエダンサーや振付家を育成するとともに、当時の名だたる作曲家に歴史に残るバレエ音楽の傑作を依嘱し、20世紀のヨーロッパ音楽史において、伝説的な興行師としてその名を残している。

## 経歴

### 生い立ちと『芸術世界』
ウラル山脈に近いロシアのペルミにおいて、比較的裕福な地方貴族の家庭に生まれたディアギレフの母親は出産の数日後に死亡した。父の再婚に伴ってペテルブルクで幼少時代を過ごし、10歳の時にペルミに戻る。
1890年、ペテルブルク大学に入学し法科に在籍するが、本業である法律の講義にはほとんど出席せず、芸術家を志して声楽、作曲を学ぶ一方、マリインスキー劇場などで行われる演奏会へ頻繁に通った。また、従兄弟のドミトリー・フィロソーフォフを通じて、後に『芸術世界』で活動をともにするアレクサンドル・ブノワやヴァレンティン・ヌーヴェリ、レオン・バクスト（当時はレフ・ローゼンベルク）らと知り合い、芸術談義に花を咲かせた。 
作曲の師であるリムスキー＝コルサコフから作曲家としての才能の欠如を指摘され、自ら芸術家となることはあきらめたが、大学卒業後、義母の莫大な遺産を手に西欧各地を旅行して絵画を買い漁り、1897年以降6回にわたって自前の展覧会を開催する。1898年に行われた2回目の展覧会では皇帝一家をオープニングセレモニーに招待し、皇帝ニコライ2世の伯父ウラジーミル・アレクサンドロヴィチ大公との知己を得た。同年にはブノワ、バクストらと雑誌『芸術世界』（ミール・イスクーストヴァ）を刊行。1904年の廃刊まで、ビアズレー、モネをはじめとする西欧の新しい美術や、ロシアの前衛画家の作品、さらに歌川広重や葛飾北斎にいたる幅広い芸術を紹介し続けた。
1905年、これらの活動のロシアにおける総決算として、サンクトペテルブルクのタヴリーダ宮殿を会場として「ロシア歴史肖像画展」を開催する。帝室のコレクションや全国各地から集めた約3000点が展示され、バクストが室内装飾を担当した。当時のロシアは日露戦争の敗色が濃厚となり、1月には「血の日曜日事件」が起こるなど、きわめて不安定な情勢にあったが、ニコライ2世をはじめとして、多くの人々がつめかける盛況ぶりであった。
これより先、ディアギレフは『芸術世界』への寄稿者で、帝室マリインスキー劇場の支配人ヴォルコフスキー公爵の推薦により1899年に劇場の特別任務要員に任命されていたが、組織内の軋轢が原因で1901年に罪人同様の扱いで追放処分となった。しかし、1905年のロシア第一革命による国会（ドゥーマ）開設など、政治をめぐる状況が変化する中で、ディアギレフは西欧にロシア文化を大々的に紹介することで自らの実力を国内に示そうと考えた。
1906年、パリのプチ・パレにて、ヴラジーミル大公を組織委員長とするロシア人画家の大々的な展覧会を開催し、この成功により、フランス文化界や社交界と交流するきっかけをつかんだ。

### ロシア音楽演奏会
パリでの展覧会の成功により、パリの興行師ガブリエル・アストゥリュク、および彼が創設したパリ音楽協会会長を務め、社交界に影響力があったグレフュール伯爵夫人に接近し、その協力・後援のもと、パリで大規模なロシア音楽の演奏会を企画した。ディアギレフはかつての作曲の師であるリムスキー＝コルサコフのほか、当時のロシアを代表する作曲家や演奏家に交渉して出演許可をとりつけた。その一方で、作曲家としては評価していなかったが、政府の要職にあったタネーエフを巻き込むなど、政治上のしたたかな配慮も欠かさなかった。
1907年5月、パリ・オペラ座で行われた5日間にわたる演奏会では、ラフマニノフ自身のピアノによる『ピアノ協奏曲第2番』をはじめとして、リムスキー＝コルサコフ、スクリャービン、グラズノフらが自作を演奏し、アルトゥール・ニキシュ指揮によるチャイコフスキーの『交響曲第2番』や幻想曲『フランチェスカ・ダ・リミニ』などが披露され、大成功を収めた。特にフョードル・シャリアピンによるオペラ『イーゴリ公』の抜粋や『ボリス・ゴドゥノフ』のアリアは聴衆を魅了した。
1908年、この成功に味を占めたディアギレフはシャリアピンを主役に据えて、モデスト・ムソルグスキーの歌劇『ボリス・ゴドゥノフ』全幕の上演をパリ・オペラ座で実現させた。その準備は困難をきわめ、2300人の招待客の前で行われた公開リハーサルは、大道具が使えず、普段着のままで行われ、ディアギレフ、ブノワ、バクストらが臨時の舞台係をつとめた。綱渡りのような状態であったにもかかわらず、本番の舞台は大成功で、パリの聴衆はシャリアピンの歌と演技力に感嘆した。
1909年、帝室マリインスキー劇場の夏季休暇を狙って劇場専属のバレリーナや大道具、小道具、スタッフを借り、オペラとバレエを中心としたロシア音楽演奏会第3弾を企画するが、間際になって最大の後援者ヴラジーミル大公が死去、ディアギレフをよく思わない人々の讒言によって、ロシア帝室からの資金援助、帝室劇場の道具貸し出し、ロシアでのリハーサル会場の使用許可すべて取り消された。幸いにもバレリーナとスタッフの貸し出しは許可されたため、ディアギレフとアストゥリュクは奔走して資金をかき集め、リハーサル会場を確保し、プログラムをバレエを中心としたものに変更した。
1909年5月19日、大改装されたシャトレ座で行われた「セゾン・リュス（ロシア・シーズン）」では、帝室劇場のレパートリーに手を加えた『アルミードの館』、『イーゴリ公』より「韃靼人の踊り」、『レ・シルフィード』、『クレオパトラ』などが披露され、アンナ・パヴロワやヴァーツラフ・ニジンスキー、タマーラ・カルサヴィナなど、ロシアで最も優れた若手舞踊家の踊りや、「韃靼人の踊り」における勇壮な男性ダンサーの群舞は、19世紀後半からバレエが芸術ジャンルとしては凋落してしまっていたパリの観客に衝撃を与えた。この公演はあくまでも臨時のバレエ団によるものであったが、事実上バレエ・リュスの旗揚げと見なされる。
バレエ公演は芸術的に大成功であったが、7万6000フランの借金を抱えたディアギレフは、大道具や私物にいたるまで差し押さえられて実質的に破産状態となった。このような状態にありながらも、ディアギレフは将来の公演のためにラヴェルに『ダフニスとクロエ』、ストラヴィンスキーに『火の鳥』の作曲を依頼し、さらにロンドンへわたり公演会場探しを行った。余談だが、この『火の鳥』は後に手塚治虫の『火の鳥 (漫画)』の粉本となる。
1910年、再び結成されたディアギレフのバレエ団は、オペラ座において新作『火の鳥』のほか、バレエ用に改編したリムスキー＝コルサコフの『シェヘラザード』などを上演し、またしても成功をおさめた。この公演では踊りもさることながら、ブノワ、バクストらによる舞台美術も注目を浴びた。『芸術世界』以来の同士であるバクスト、ブノワはバレエ・リュスにおいても芸術監督として協力した。彼らが協同して、ショウ的要素のあるバレエというわりあい複雑な形態を発展させたのは、貴族にだけではなく一般大衆にもアピールするように、との意図からだった。ロシア・バレエ団のエキゾチックな魅力は、フォーヴィスムの画家や、勃興しつつあったアール・デコ様式（たとえばイラストレーターのジョルジュ・バルビエら）に影響を与えた。

### バレエ・リュス
1911年、2度のバレエ公演を成功させたディアギレフは、借り物ではない、常設のバレエ団バレエ・リュス（ロシア・バレエ団）を結成した。バレエ・リュスでのディアギレフは「天才を見つける天才」ぶりを発揮して多くの芸術家を動員し、「総合芸術としてのバレエ」という、これまでになかった芸術スタイルを確立した。
ミハイル・フォーキン、ヴァーツラフ・ニジンスキー、レオニード・マシーン、ブロニスラヴァ・ニジンスカ、ジョージ・バランシンらが独創的な振付けを行い、『火の鳥』以後、『ペトルーシュカ』（1911年）、『春の祭典』（1913年）、『プルチネルラ』（1920年）、『結婚』（1923年）などを作曲したストラヴィンスキーの他、ラヴェル（『ダフニスとクロエ』、1912年）、ドビュッシー（『遊戯』、1913年）、プロコフィエフ（『道化師』、1920年、『鋼鉄の歩み』、1925年）、サティ（『パラード』、1917年）、 レスピーギ（『風変わりな店』、1918年）、 プーランク（『牝鹿』、1923年）など、多くの作曲家がディアギレフの委嘱に応じてバレエ音楽を作曲し、ピカソ、マティス、ローランサン、ミロなどの画家が舞台美術を手がけた。また、ミシア・セールをはじめとするパリ社交界のパトロンたちや、ココ・シャネルはバレエ・リュスの活動を金銭的に援助した。
バレエ･リュスでは新曲ばかりでなく、チャイコフスキーの『白鳥の湖』、『眠れる森の美女』や、アダンの『ジゼル』なども上演された。また、ディアギレフはオペラ上演にも関わり続け、リムスキー＝コルサコフの一連の歌劇 『プスコフの娘』、『五月の夜』、『金鶏』の他、ストラヴィンスキーの新作『マヴラ』などをバレエと並行して取り上げた。

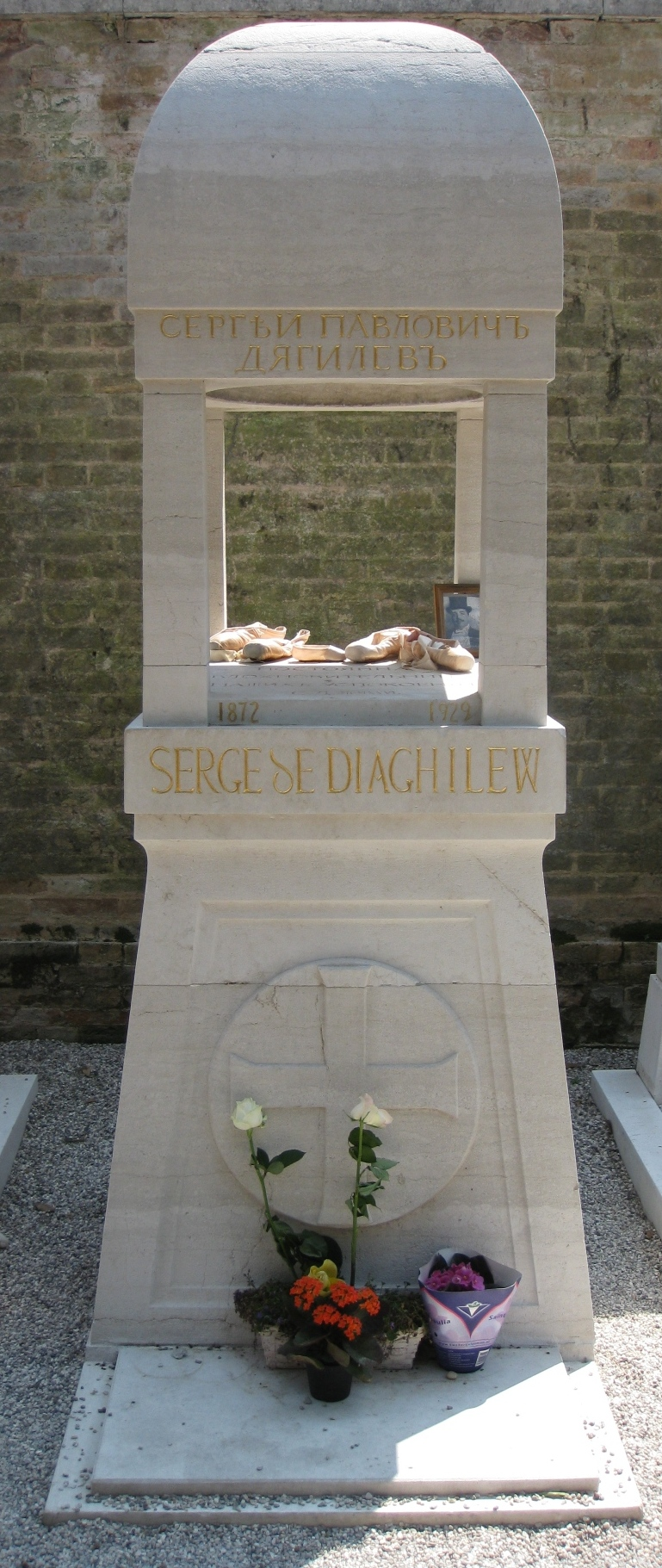
ヴェネツィアにあるディアギレフの墓

1920年代からは新興のスウェーデン・バレエ団や、かつてバレエ・リュスに協力したこともあるイダ・ルビンシュタインの一座がバレエ・リュスの地位を脅かし、後期のバレエ・リュスは「知的にすぎる」「あまりに近代的である」と見なされ、その公演は無条件で成功というわけには行かなくなったが、それでも最後まで新しいスタイルによるバレエを生み出し続けた。
1929年、ディアギレフはシーズンが終わった7月から8月にかけて、若き作曲家イーゴリ・マルケヴィチを連れてドイツやスイスを旅するが、その後、持病の糖尿病が悪化して8月19日にヴェネツィアで客死しサン・ミケーレ島の近辺に埋葬された。世界恐慌が起こる二ヶ月前のことであった。
バレエ・リュスは、ディアギレフの死によって解散したが、その団員からはバランシンらのように、ロシアのクラシック・バレエの伝統を米国や英国に移植した者や、バレエ教師セルジュ・リファールのように、パリ・オペラ座で復活を遂げた者を輩出した。

## 人物
一生にわたって同性愛者であり続け、性愛の対象を一流の芸術に触れさせて教育するという習慣を持っていた。その相手として最も有名なのはニジンスキーであり、その後レオニード・マシーン、アントン・ドーリン、セルジュ・リファールや、晩年の秘書ボリス・コフノも同性愛の対象であった。
細菌感染を恐れ、友人が病気になって見舞いに行った際も決して部屋に入ることはなく、馬の吐く息を避けるために屋根のない馬車に乗ることを避けた。迷信家でもあり、パリの占い師から「水辺で死ぬ」と予言され、船旅を恐れたが、結果的には「水の都」ヴェネツィアで死ぬこととなった。